# ヘートヴィヒ・フォン・ミュンスターベルク＝エールス

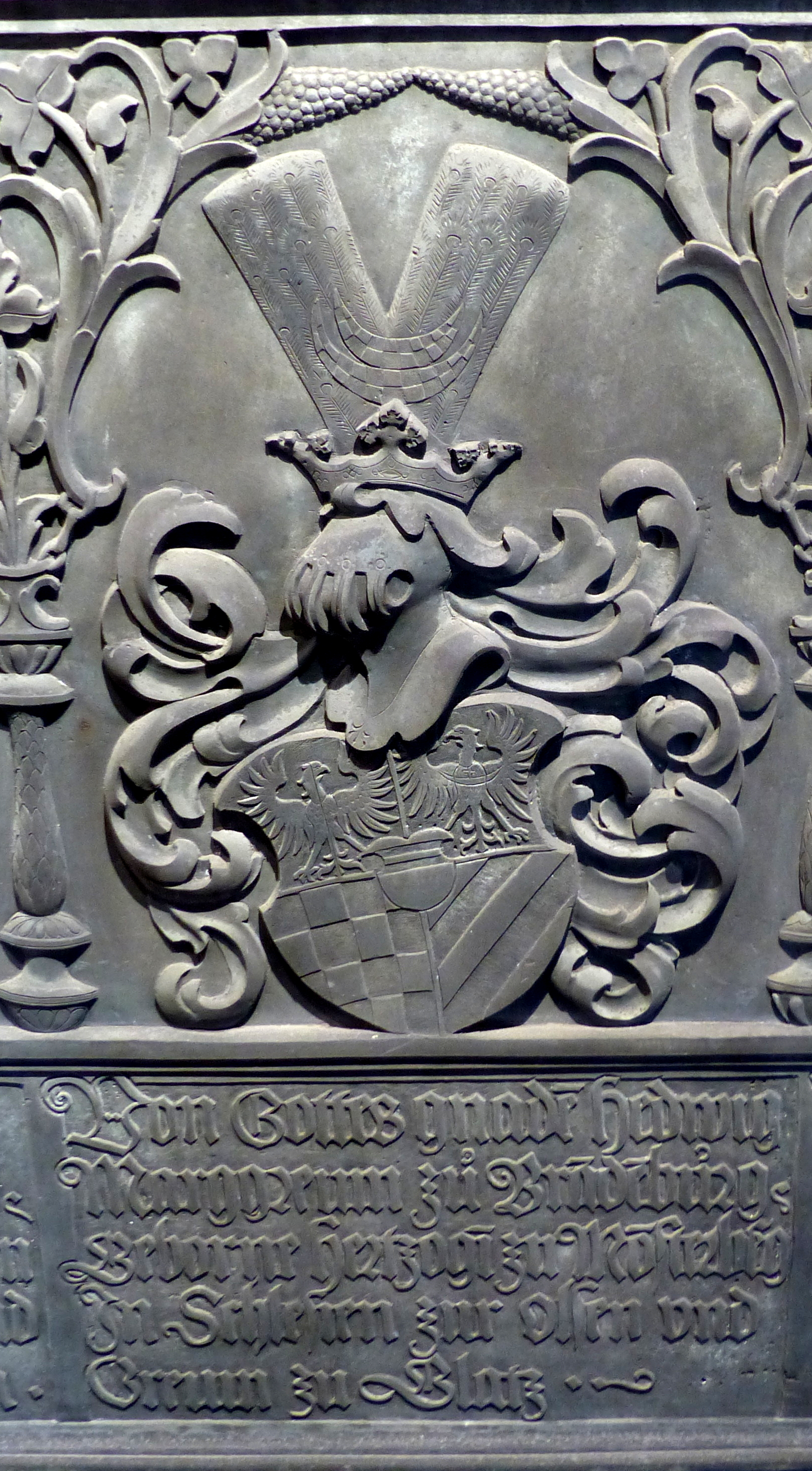
ヘドヴィカの紋章

ヘートヴィヒ・フォン・ミュンスターベルク＝エールス（ドイツ語：Hedwig von Munsterberg-Oels, 1508年6月10日/12日 - 1531年11月28日）またはヘドヴィカ・ミンステルベルスカー（チェコ語：Hedvika Minsterberská）は、ブランデンブルク＝アンスバッハ辺境伯ゲオルクの妃。

## 生涯
ヘートヴィヒはミュンスターベルク＝エールス公カレル1世の娘である。父カレル1世はボヘミア王イジーの孫にあたる。母アンナはジャガン公ヤン2世の娘であった。
1525年1月9日、ヘートヴィヒはエールスでブランデンブルク＝アンスバッハ辺境伯ゲオルクと結婚した。ゲオルクにとってヘートヴィヒは2番目の妃であった。2人の間には2女がうまれた。
- アンナ・マリア（1526年 - 1589年） - 1544年にヴュルテンベルク公クリストフと結婚
- ザビーナ（1529年 - 1575年） - 1548年にブランデンブルク選帝侯ヨハン・ゲオルクと結婚

ヘートヴィヒはレグニツァで死去し、同地に埋葬された。